# یومی مارویاما
یومی مارویاما (ژاپنی: 丸山 由美, née 江上؛ زادهٔ ۳۰ نوامبر ۱۹۵۷) بازیکن والیبال اهل ژاپن است.